# Escritura (revista)
Escritura fue una revista venezolana publicada entre 1976 y 2011, dedicada a la teoría y crítica literarias.

## Historia
Escritura se publicó semestralmente con el auspicio del Consejo de Desarrollo Científico y Humanístico de la Universidad Central de Venezuela. Sus directores fueron Ángel Rama, Rafael Di Prisco y María Fernanda Palacios. En sus páginas se presentaban artículos inéditos y exclusivos sobre literatura, historia y sociología, con especial enfoque en la cultura y literatura hispanoamericanas. La distribución de los ejemplares estuvo a cargo de la Editorial Lisbona. 
Entre sus colaboradores destacan Noé Jitrik, Rafael Gutiérrez Girardot, Ángel Rama, Rubén Bareiro Saguier, Juan David García Bacca, Ludovico Silva, Elizabeth Garrels, José Carlos Mariátegui, Margara Russotto, Alejo Carpentier, Jacques Leenhart, Iván A. Shulman, Esteban Tollinchi, Antonio Candido y Jean Franco. 
Tras la trágica muerte de Ángel Rama en el accidente del vuelo 11 de Avianca, el 27 de noviembre de 1983, la dirección de la revista quedó exclusivamente en manos de Rafael Di Prisco, quien mantuvo el rigor científico y académico que la consolidó como la única revista venezolana de circulación internacional comprobada. 
Más adelante, gracias a la colaboración de Giuseppe Bellini, la revista inauguró una nueva etapa en la que amplió sus objetivos y temáticas. Esta renovación permitió la difusión de obras de varios ensayistas y críticos. La revista adoptó el nombre de Escritura Nueva Época y comenzó a circular a partir del primer trimestre de 1995, con un nuevo diseño.

## Emisiones de escritura
| Año   | Número de revista | Fecha de emisión                                      |
| ----- | ----------------- | ----------------------------------------------------- |
| I     | 1                 | enero/junio 1976                                      |
| I     | 2                 | julio/diciembre 1976                                  |
| II    | 3                 | enero/junio 1977                                      |
| II    | 4                 | julio/diciembre 1977                                  |
| III   | 5/6               | enero/diciembre 1978                                  |
| IV    | 7                 | enero/junio 1979                                      |
| IV    | 8                 | julio/diciembre 1979                                  |
| V     | 9                 | enero/junio 1980                                      |
| V     | 10                | julio/diciembre 1980                                  |
| VI    | 11                | enero/junio 1981                                      |
| VI    | 12                | julio/diciembre 1981                                  |
| VII   | 13/14             | enero/diciembre 1982                                  |
| VIII  | 15                | enero/junio 1983                                      |
| VIII  | 16                | julio/diciembre 1983                                  |
| IX    | 17/18             | enero/diciembre 1984                                  |
| X     | 19/20             | enero/diciembre 1985                                  |
| XI    | 21                | enero/junio 1986                                      |
| XI    | 22                | julio/diciembre 1986                                  |
| XII   | 23/24             | enero/diciembre 1987                                  |
| XIII  | 25/26             | enero/diciembre 1988                                  |
| XIV   | 27                | enero/junio 1989                                      |
| XIV   | 28                | julio/diciembre 1989                                  |
| XV    | 29                | enero/junio 1990                                      |
| XV    | 30                | julio/diciembre 1990                                  |
| XVI   | 31/32             | enero/diciembre 1991                                  |
| XVII  | 33/34             | enero/diciembre 1992                                  |
| XVIII | 35/36             | enero/diciembre 1993                                  |
| XX    | 39/40             | enero/diciembre 1995 (Se emite Escritura-Nueva Época) |

## Dirección y consejo asesor
La revista Escritura se fundó en Caracas en 1976, concebida por un Consejo de Dirección integrado por Ángel Rama, Rafael Di Prisco y María Fernanda Palacios, y una Secretaría de Redacción a cargo de Márgara Rusotto y Gloria Delfino. En 1978, a partir de los números 5/6, desaparece la Secretaría de Redacción, y en 1980, a partir del número 9, María Fernanda Palacios deja el Consejo de Dirección. Un año después, en el número 11, se designa a Amaya Llebot en la Secretaría de Redacción. Desde el número 12, tras el fallecimiento de Ángel Rama, Rafael Di Prisco asume la Dirección en solitario, y, siguiendo la directriz de ambos, se crea un Consejo Asesor Internacional, conformado por Antonio Candido, Jean Franco, Rafael Gutiérrez Girardot, Noé Jitrik, Jacques Leenhardt, José Luis Martínez Rodríguez, Giovanni Meo Zilio, Adolfo Prieto, Darío Puccini, Elías L. Rivers y Óscar Sambrano Urdaneta.
A partir de los números 13/14, publicados en 1982, desaparece nuevamente la Secretaría de Redacción. En 1983, con el número 15, se incorpora un Consejo de Redacción, integrado por Rafael Di Prisco, Juan Nuño y Enrique Izaguirre, estructura que se mantuvo hasta la edición 35/36 en 1993, antes de la circulación de Escritura Nueva Época.

## Contenido
El contenido de la revista puede dividirse en tres etapas:
Primera etapa (números 1 al 12): Destaca la literatura latinoamericana mediante el análisis crítico de obras de autores consagrados y emergentes, incluyendo poesía. 
Segunda etapa (números 13 al 35/36): El nombre de Ángel Rama aparece hasta el número 16, en reconocimiento a su trabajo. El enfoque inicial se profundiza, apoyado por asesores internacionales. Algunas publicaciones relevantes de esta etapa incluyen:
- La edición 17/18, que rinde homenaje a Alejo Carpentier con textos que resaltan su impacto en la literatura latinoamericana y universal.
- La edición 30 (1990), dedicada a Augusto Roa Bastos, con un texto del autor, La escritura secreta de la tachadura, y ensayos críticos sobre su obra.

También destacan ediciones centradas en las literaturas venezolana, peruana, argentina y brasileña, como la edición 15 (1983), dedicada a la obra de Rómulo Gallegos, y ensayos sobre Luis Britto García, José María Arguedas y Graciliano Ramos.
Tercera etapa: Marca un cambio ideológico y estructural en respuesta a los acontecimientos históricos de América Latina. 

### Primera edición
La primera edición se destacó por artículos sobre autores como Roberto Arlt, Ángel Rama y Juan Sánchez Peláez, centrándose en temas de poesía y lingüística, en particular el bilingüismo paraguayo. Además, incluyó una sección llamada Documentos, que presenta la transcripción de un diálogo entre estudiantes de la Universidad Central de Venezuela y el escritor Julio Cortázar. También se publicaron textos poco conocidos del autor José Juan Tablada.

### Segunda edición
La segunda edición se caracterizó por artículos escritos a autores como Alejo Carpentier, Rodolfo Walsh, Henríquez Ureña  y a los modelos literarios e ideologías dominantes de la época, cabe destacar que hay un artículo que hace referencia a una de las obras de Shakespeare, específicamente la obra de Otelo. En la denominada sección de Documentos encontramos una entrevista al escritor Juan Rulfo, el cual hace un examen de su narrativa.
La segunda edición se caracterizó por artículos dedicados a autores como Alejo Carpentier, Rodolfo Walsh y Henríquez Ureña, así como a los modelos literarios e ideologías dominantes de la época. Destaca un artículo que analiza la obra Otelo de Shakespeare. En la sección Documentos, se incluye una entrevista al escritor Juan Rulfo, en la cual examina su propia narrativa.

### Tercera edición
La tercera edición se destacó por artículos relacionados con la obra de Julio Cortázar y la narrativa estructural de Jorge Luis Borges. Además, incluyó un artículo sobre la cultura peruana y otro dedicado a la producción literaria de los años setenta.

### Cuarta edición
La cuarta edición se destacó por artículos sobre la literatura chilena y las obras de Onetti y Rimbaud. Asimismo, incluyó uno de los ensayos más reconocidos del filósofo Rafael Gutiérrez Girardot, titulado Sobre el Modernismo.

### Quinta y sexta edición
La quinta edición rindió homenaje a Miguel Ángel Asturias y su obra El Señor Presidente. Los artículos ofrecen un análisis lingüístico, narrativo y estructural, incluyendo textos poco conocidos del autor al final de la revista. 

### Séptima edición
Esta edición incluyó temas variados de la literatura latinoamericana y un artículo destacado de Ángel Rama, El Boom Perspectiva, sobre el impacto del boom literario en autores como Gabriel García Márquez, junto con ensayos sobre poética venezolana y teoría literaria.

### Octava edición
La octava edición se enfocó en autores como Waman Puma de Ayala, Nicolás Guillén, Arqueles Vela y Griselda Gambaro, además de tratar temas sobre la Junta Militar chilena y problemáticas de traducción.

### Novena edición
La novena edición se centró en artículos sobre la literatura rioplatense y la narrativa venezolana. Los textos dedicados a las letras rioplatenses destacan a autores como Eduardo Galeano y María Eugenia Vaz Ferreira, abordando temas como el lirismo neorromántico en Uruguay. En la sección de narrativa venezolana, se analiza la obra Las hogueras más altas, del escritor Adriano González León.

### Décima edición
Incluyó artículos sobre letras mexicanas y análisis de autores como Xavier Villaurrutia, Juan Luis de Alarcón, Carlos Fuentes y Augusto Roa Bastos y un artículo de Ángel Rama sobre el pueblo mexicano.

### Undécima edición
La undécima edición se enfocó en problemáticas de teoría literaria y literatura latinoamericana. La primera parte aborda las tendencias en los estudios literarios latinoamericanos y los textos hispanoamericanos contemporáneos. La segunda parte está dedicada a autores como Francisco Cervantes Salazar, Juan Rulfo y José María Arguedas, así como a las conexiones entre el barroco y la modernidad.

### Duodécima edición
La duodécima edición abordó problemáticas de la teoría literaria y analizó a autores como José Martí y Roberto Arlt. La primera sección incluye temas sobre la teoría de la recepción alemana, la crítica norteamericana y la ficción literaria. La segunda sección se enfoca en la narrativa de José Martí, mientras que la última examina la relevancia contemporánea de Roberto Arlt en la literatura latinoamericana.